# Seewen
Seewen je obec ve švýcarském kantonu Solothurn. Žije zde přibližně 1 000 obyvatel.

## Geografie

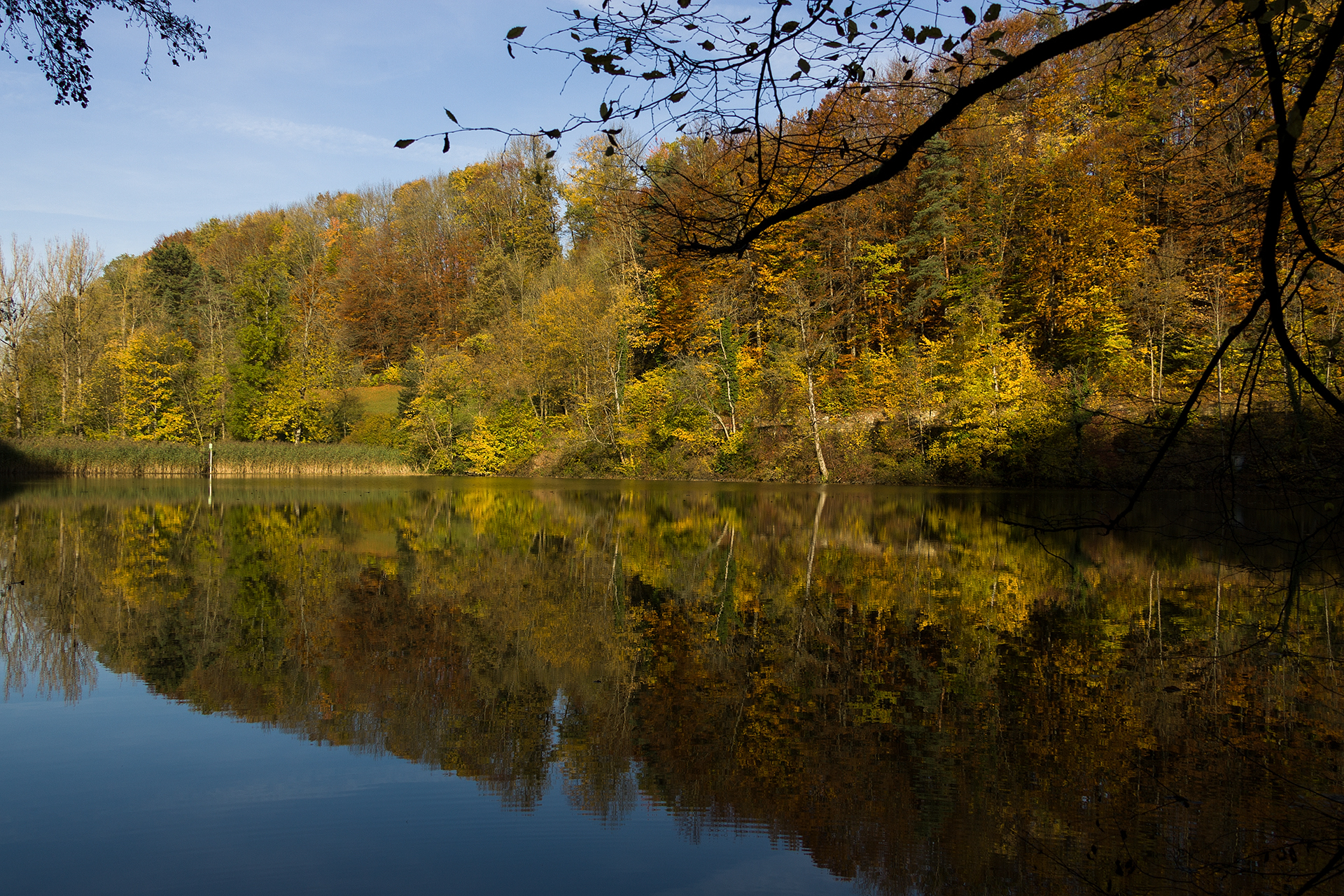
Rybník Baslerweiher

Seewen leží v nadmořské výšce 544 m, vzdušnou čarou 15 km jihovýchodně od Basileje. Obec leží na východním konci široké rovinaté oblasti Seetel, kterou protéká říčka Seebach, jižně od gempenské náhorní plošiny, v oblasti Schwarzbubenland.
S rozlohou 16,4 km² je Seewen největší obcí okresu Dorneck. Území obce pokrývá část severního Jury a je typické širokou krajinnou rozmanitostí. Oblast je odvodňována říčkou Seebach do řeky Birs. Ta zpočátku teče od jihu k severu a nad Seewenem je přehrazena v rybníku Baslerweiher, který vytvořila basilejská vodárna v roce 1870. U Seewenu se potok prudce stáčí k západu a protéká rovinou dlouhou asi 2 km a širokou až 500 m. V této rovině se nachází i další vodní tok. V důsledku sesuvu půdy, k němuž došlo asi před 13 000 lety v pravěku, bylo bývalé údolí u Fulnau uzavřeno a potok přehrazen a vzniklo jezero (Seewener See), které mělo díky sypkému materiálu ze sesuvu podzemní odtok. Jezero, které se postupně zanášelo, bylo v roce 1588 vysušeno a půda byla později meliorována. K Seewenu patří také část Sertelu, hlubokého údolí mezi Hombergem a Eichenbergem západně od sesuvného území. Na sever od údolí Seebachtal se území obce rozkládá až do výšky gempenské náhorní plošiny (až 690 m n. m.). V roce 2014 bylo 6 % území obce využíváno pro zastavěnou plochu, 53 % pro lesy a lesní pozemky, 40 % pro zemědělství a o něco méně než 1 % pro neproduktivní půdu.
Sousedními obcemi jsou Hochwald, Büren, Nunningen a Himmelried v kantonu Solothurn a Ziefen, Reigoldswil, Bretzwil a Duggingen v kantonu Basilej-venkov.

## Historie

Letecký pohled (1953)

První písemná zmínka o obci pochází z roku 1147 pod názvem Sewin, jméno Sewen je doloženo z roku 1194. Název místa pochází ze starohornoněmeckého slova sêo (jezero); sewin je tvar dativu a znamená „u jezer“.
Od první zmínky patřil kostel Seewen k opatství Beinwil. Světská práva nad obcí držela hrabata z Thiersteinu, která je v roce 1317 postoupila pánům z Ramsteinu. Rodový spor o právní nároky na Seewen skončil v roce 1460 zpustošením a vypleněním vesnice „tovaryši z Oltenu“. Krátce poté, v roce 1462, byl Seewen zastaven Solothurnu, který vesnici v roce 1484 získal celou a následně ji přiřadil k hejtmanství Dorneck a soudnímu okresu Ob dem Berg.
Během švábské války (1499) byl Seewen těžce poškozen císařskými vojsky. Když byl v roce 1588 proražen tunel přes sesuvnou oblast Fulnau, bylo jezero Seewener See odvodněno, ale zůstala zde bažinatá krajina, protože odvodňovací kanál byl vybudován příliš vysoko. Po pádu Staré konfederace (1798) patřilo Seewen během helvétském období k okresu Dornach a od roku 1803 k okresu Dorneck. V letech 1919 až 1923 byla nakonec rašeliniště na místě bývalého jezera rozsáhle rekultivována a byla získána cenná obdělávaná půda.

## Obyvatelstvo
| Vývoj počtu obyvatel | Vývoj počtu obyvatel | Vývoj počtu obyvatel | Vývoj počtu obyvatel | Vývoj počtu obyvatel | Vývoj počtu obyvatel | Vývoj počtu obyvatel | Vývoj počtu obyvatel | Vývoj počtu obyvatel | Vývoj počtu obyvatel | Vývoj počtu obyvatel | Vývoj počtu obyvatel | Vývoj počtu obyvatel | Vývoj počtu obyvatel | Vývoj počtu obyvatel | Vývoj počtu obyvatel | Vývoj počtu obyvatel | Vývoj počtu obyvatel | Vývoj počtu obyvatel | Vývoj počtu obyvatel |
| -------------------- | -------------------- | -------------------- | -------------------- | -------------------- | -------------------- | -------------------- | -------------------- | -------------------- | -------------------- | -------------------- | -------------------- | -------------------- | -------------------- | -------------------- | -------------------- | -------------------- | -------------------- | -------------------- | -------------------- |
| Rok                  | 1739                 | 1798                 | 1850                 | 1860                 | 1870                 | 1880                 | 1888                 | 1900                 | 1910                 | 1920                 | 1930                 | 1941                 | 1950                 | 1960                 | 1970                 | 1980                 | 1990                 | 2000                 |                      |
| Počet obyvatel       | 463                  | 563                  | 933                  | 968                  | 964                  | 823                  | 836                  | 762                  | 775                  | 830                  | 805                  | 840                  | 869                  | 844                  | 789                  | 738                  | 842                  | 958                  |                      |

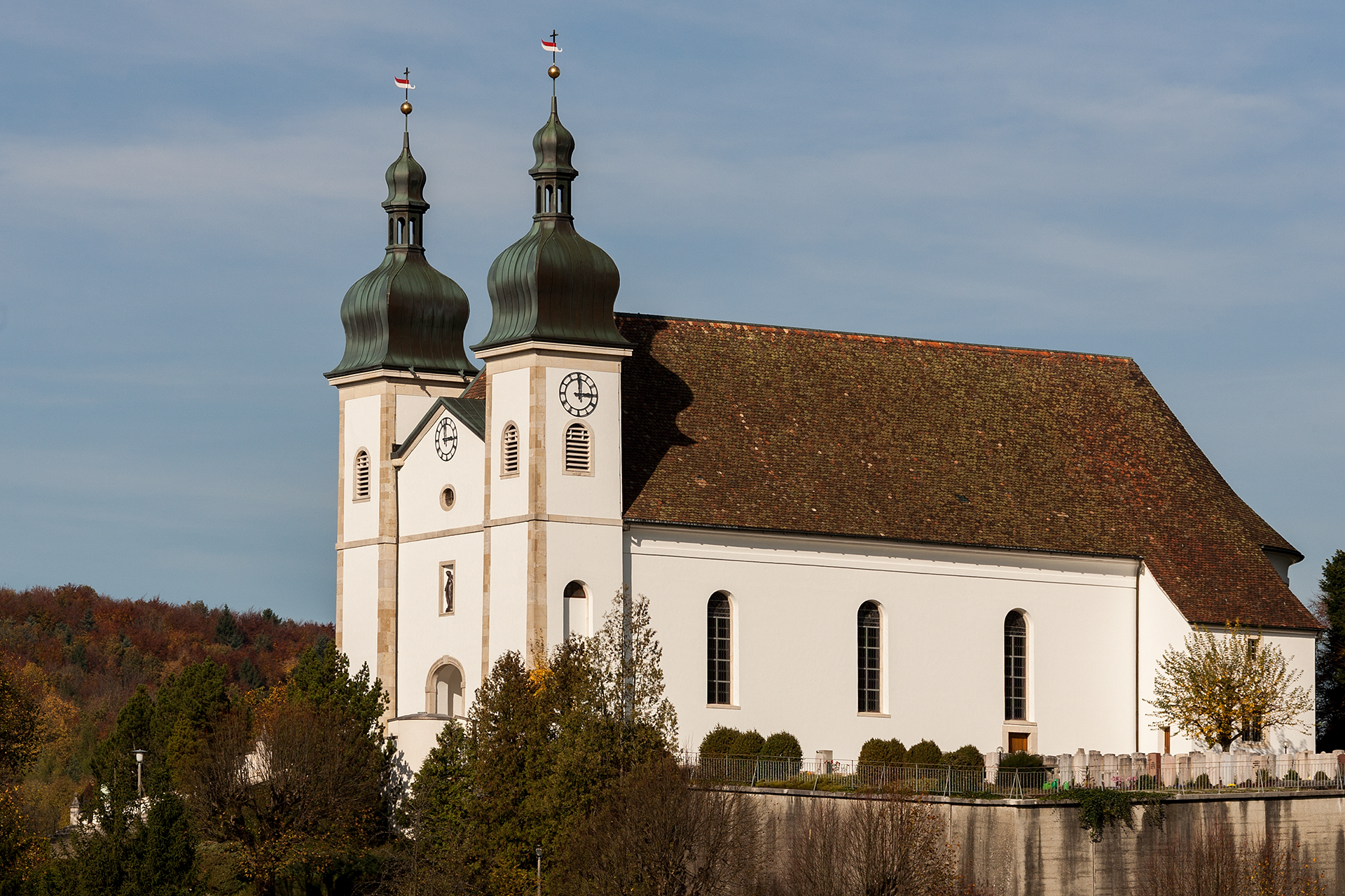
Kostel

95,1 % obyvatel hovoří německy, 0,8 % italsky a 0,7 % francouzsky (stav v roce 2000). V roce 1850 žilo v Seewenu 933 obyvatel a v roce 1900 762 obyvatel. V průběhu 20. století se počet obyvatel pohyboval mezi 740 a 870 obyvateli. Teprve od roku 1980 (738 obyvatel) došlo k výraznému nárůstu počtu obyvatel.

## Hospodářství
Až do druhé poloviny 20. století byl Seewen především zemědělskou obcí. Dnes se pracovní místa nacházejí především v malých a středních místních podnicích a v sektoru služeb, včetně stavebních firem, dřevozpracujícího průmyslu a Švýcarského národního muzea hudebních automatů. V posledních desetiletích se Seewen vyvinul v rezidenční obec. Mnoho zaměstnanců proto dojíždí za prací především do okolí Basileje a do oblasti Liestalu. Od roku 2004 probíhá v Seewenu rozsáhlá výstavba nových domů.

## Doprava
Seewen se nachází v blízkosti hlavních dálničních tahů mezi Delémontem, Basilejí, Laufenem a Liestalem a je dostupný po třech hlavních spojovacích silnicích.
Obec je napojena na síť veřejné dopravy prostřednictvím rozvinuté sítě linek poštovních autobusů. Linky zastavuje na deseti zastávkách v obci Seewen; zastávka Seewen, Musikautomatenmuseum je obsluhována pouze jednotlivými autobusy.